# Neil Landau
Neil Landau és un guionista, dramaturg, productor i director estatunidenc. Entre els seus crèdits de cinema i televisió inclouen la comèdia per a adolescents Don't Tell Mom the Babysitter's Dead, Melrose Place, The Magnificent Seven, Doogie Howser, M.D., The Secret World of Alex Mack i Undressed per la MTV.
Neil ha treballat internacionalment com a co-escriptor i consultor de guió executiu en projectes de televisió i cinema per a Sony Pictures Television International (a Rússia), Freemantle Media (a Austràlia), i Intereconomia (a Espanya).

## Carrera
Ha desenvolupat nombrosos episodis pilots de televisió d'una hora per a diversos estudis i cadenes, com Warner Bros., Touchstone, CBS, ABC Family, i Lifetime, i ha escrit guions per Universal Pictures, Disney, Columbia Pictures, i 20th Century Fox.
Va coescriure el guió de Les aventures de Tadeu Jones, una pel·lícula d'animació basada en el curtmetratge “Tadeo Jones”. Després ajudaria a escriure la seqüela. També va treballar com a consultor executiu de guió a la pel·lícula Lope produïda per El Toro, que va ser seleccionada per a un premi de l'Acadèmia com a millor pel·lícula estrangera. Va actuar com a consultor executiu de guió per a la pel·lícula Bruc. produïda per El Toro/Universal Pictures el 2010.
Recentment, Neil va ser vicepresident executiu de desenvolupament de guions per a Amedia Film Group, situat a Moscou (Rússia), i va treballar amb escriptors, productors creatius, editors de contes i executius d'estudi, guiant una pissarra de projectes originals com a llargmetratges, animació, minisèries, pel·lícules realitzades per a televisió, sèries, comèdies de situació, telenovel·les i docudrames històrics.

## Ensenyament
Neil imparteix classes al MFA en guionisme i producció de programes tant a la UCLA School of Film & Television com a USC School of Cinematic Arts. És també assessor del professorat del MFA en Writing Programme al Goddard College.
És autor de diversos llibres en cinema i televisió. El seu primer llibre, 101 Things I Learned in Film School (Grand Central Publishing), va ser publicat el maig del 2010. També és un col·laborador de l'antologia WriteNow! Screenwriting (Tarcher/Penguin); publicat el setembre de 2010. A continuació, va escriure The Screenwriter's Roadmap el 2012, seguida per The TV Showrunner’s Roadmap el 2014. Aquest fou seguit per TV Outside the Box el 2016, i TV Writing On Demand: Creating Great Content in the Digital Era el 2018.